# Pescari, Arad
Pescari este un sat în comuna Gurahonț din județul Arad, Crișana, România.
Holdt, Holt, Mezes, Mézes, Pescari avea 2 sesii iobăgești aparținând domeniului nobiliar Losonczy, în perioada 1553-1561. În anul 1574 așezarea era în proprietatea spahiului Kazi. În a doua jumătate a veacului al XVI-lea, între 1579 și 1597, Pescari este stăpânit de domeniul Korniss. În 1613 localitatea este în posesia domeniului Keresztessy. Între 1633-1638 trece din nou în stăpânirea familiei nobiliare Korniss. În 1732 aparține domeniului ducelui de Modena. În 1804 erariul vinde satul Pescari familiei Kornély.
Biserica Ortodoxă Pescari Până la anul 1784 - parohia aflată pe actuala vatră a satului era compusă din două cătune Holt și Mizieș, care avea Biserică proprie, din lemn. In urma mișcărilor sociale din 1784, a inceput migrarea locuitorilor celor două cătune, spre actuala vatră a satului, prima clădire strămutată a fost Biserica, in jurul căreia s-a reînfințat noua localitate care va primi numele Pescari. Parohia poartă numele satului: Pescari, având ca filie și satul Feniș, făcând parte din protopopiatul Sebiș. Actuala biserică din Pescari a fost zidită în anul 1936, pe locul celei existente.Are lungimea de 20 m, iar lățimea de 7,5 m. Este zidită în formă de cruce, din cărămidă și acoperită cu țiglă.Între anii 1993-1996 s-au efectuat lucrări de consolidare, iar intre anii 1996-1997 a fost impodobită cu pictură in frescă, executată de către pictorul Pavel Cosma. Preoți: Romul Härduț 1916, Ioan Bogdan 1920, Emil Tomșa 1920-1968.Dintre cântăreți: Lupei Octavian, Șerb Nistor, Șerb Pavel.Epitropi: Miclea Pavel, Tigan Aurel. Biserica din filia Feniș, a fost zidită intre anii 19761980 pe locul vechii Biserici, este zidită din cărămidă, acoperită cu țiglă, in formă de corabie, având 14,5 m lungime și 8 m lățime. A fost pictată de pictorul Pașcanu Cornel, in tchnica frescă. Preoți: Romul Petrișor, Serac Liviu, Farcasiu loan, Tomșa Emil.Cântăreți: Lulusa Gheorghe, Lulușa loan.Epitropi: Colțan.Poetul              Șerb Ioan (1932-2006)sa născut in  Pescari. El a compus 6 Opere:Florile norocului (1970);Legenda umanității (1978);Columnele neamului (1982); Triumful vieții (1985); Doina României (1989) și Metafizica dorului(2002)

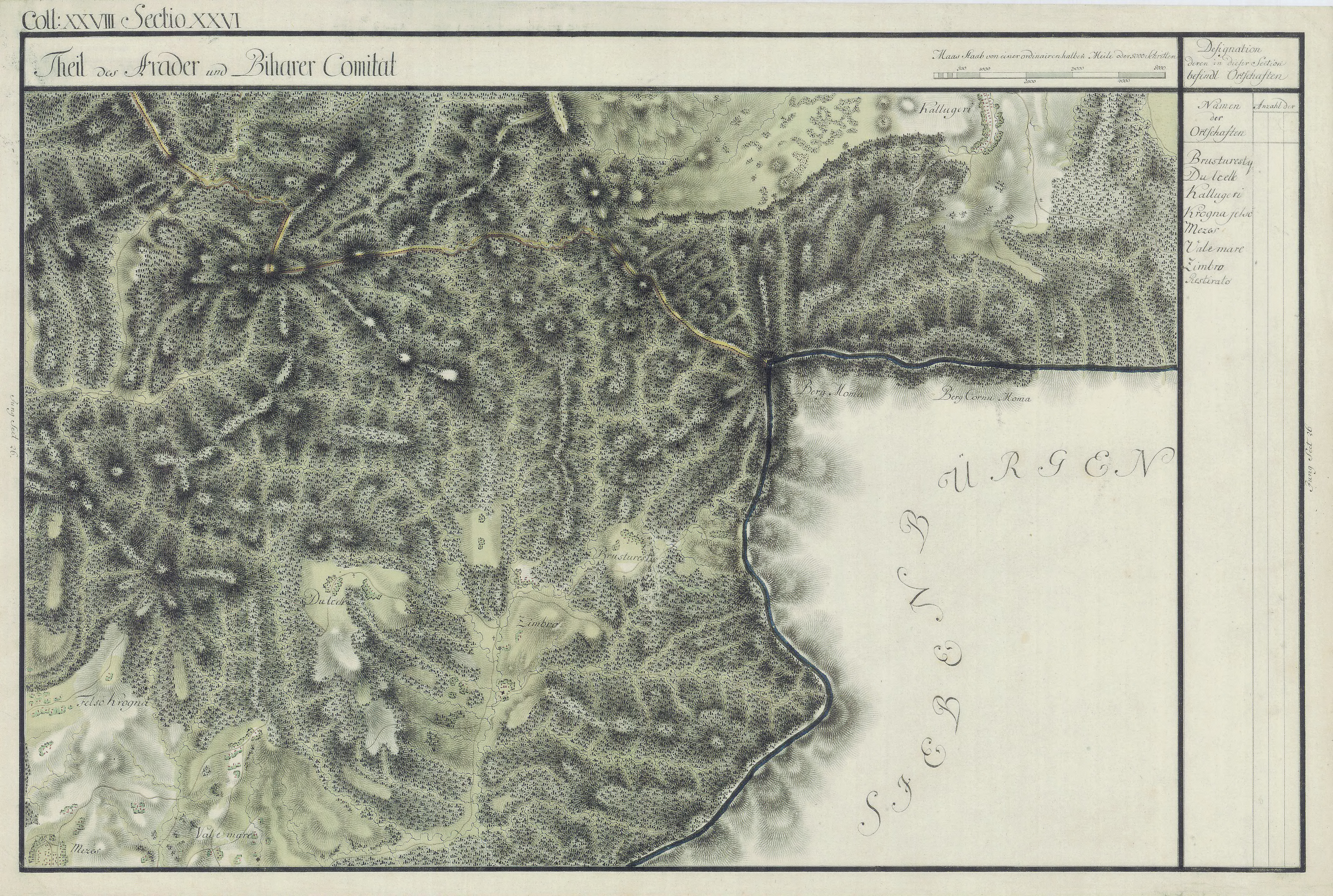
Pescari în Harta Iozefină a Comitatului Arad, 1782-85